# Strandiellum wilhelmshafeni
Strandiellum wilhelmshafeni är en spindelart som beskrevs av Gábor von Kolosváry 1934. Strandiellum wilhelmshafeni ingår i släktet Strandiellum och familjen jättekrabbspindlar. Inga underarter finns listade i Catalogue of Life.